# Cucuteni
Cucuteni, Kukutyin település Romániában, Moldvában, Iași megyében.

## Fekvése

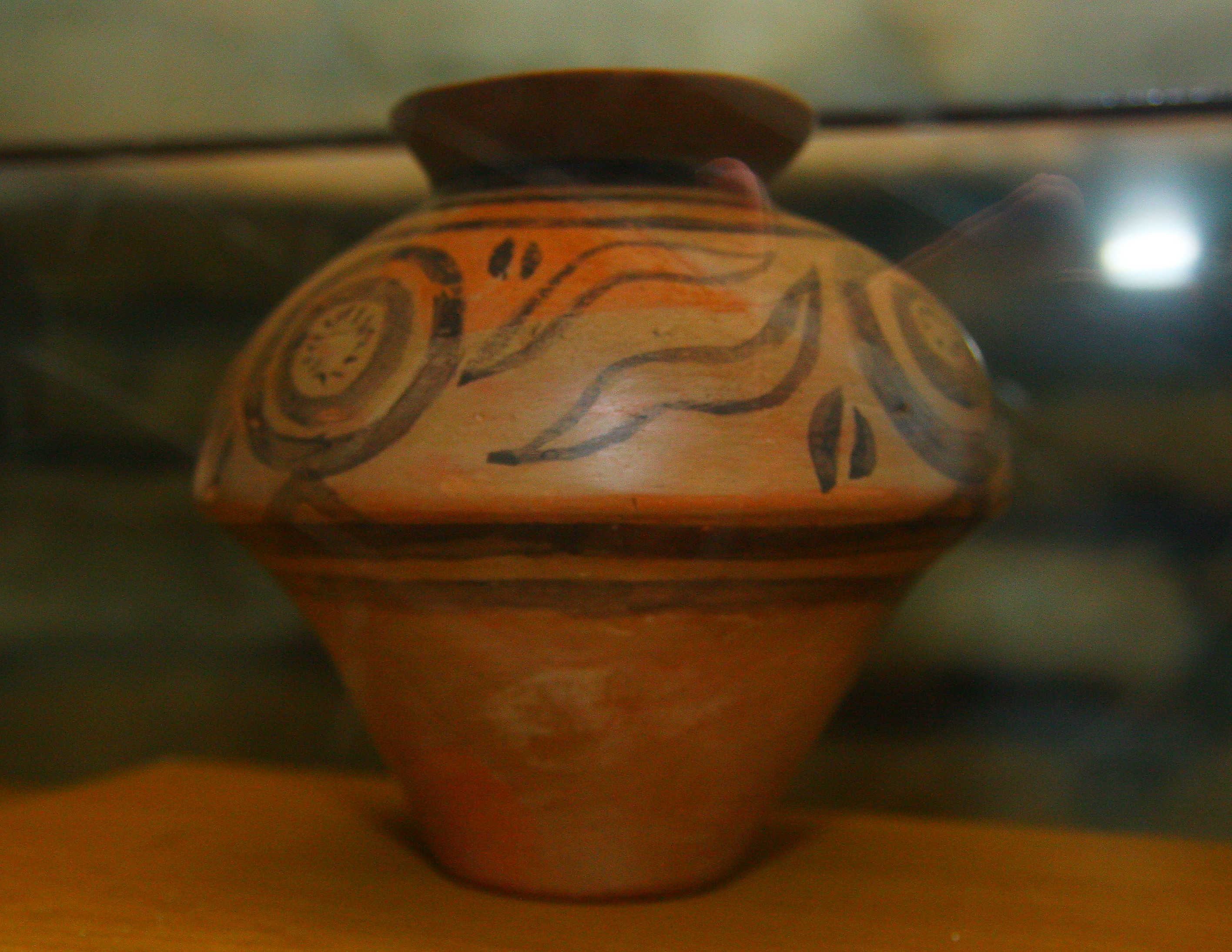
Kerámia a múzeum épületéből

Iași-tól 45 km-re, Szépvásárról 10 km-re fekvő település.

## Története
A falu neve a román cucuta= (bürök) szóból származik.
Itt a település mellett a régészek egy újkőkorszaki (neolit) település maradványait tárták fel. Az itt talált leletek alapján kapta a faluról a nevét a Cucuteni kultúra a szakirodalomban. Hasonló jellegű maradványok a környéken többfelé is napvilágra kerültek.
A településnek a 2002-es népszámláláskor 1446 lakosa volt.

## Nevezetességek
- Múzeum - a régészeti leletek bemutatására.
- 15. századi templom.